# Мілохневиці
Мілохневиці (пол. Miłochniewice) — село в Польщі, у гміні Ґлухув Скерневицького повіту Лодзинського воєводства.
Населення — 319 осіб (2011).
У 1975-1998 роках село належало до Скерневицького воєводства.

## Демографія
Демографічна структура станом на 31 березня 2011 року:
|          | Загалом | Допрацездатний вік | Працездатний вік | Постпрацездатний вік |
| -------- | ------- | ------------------ | ---------------- | -------------------- |
| Чоловіки | 152     | 29                 | 101              | 22                   |
| Жінки    | 167     | 34                 | 88               | 45                   |
| Разом    | 319     | 63                 | 189              | 67                   |